# Încărcător

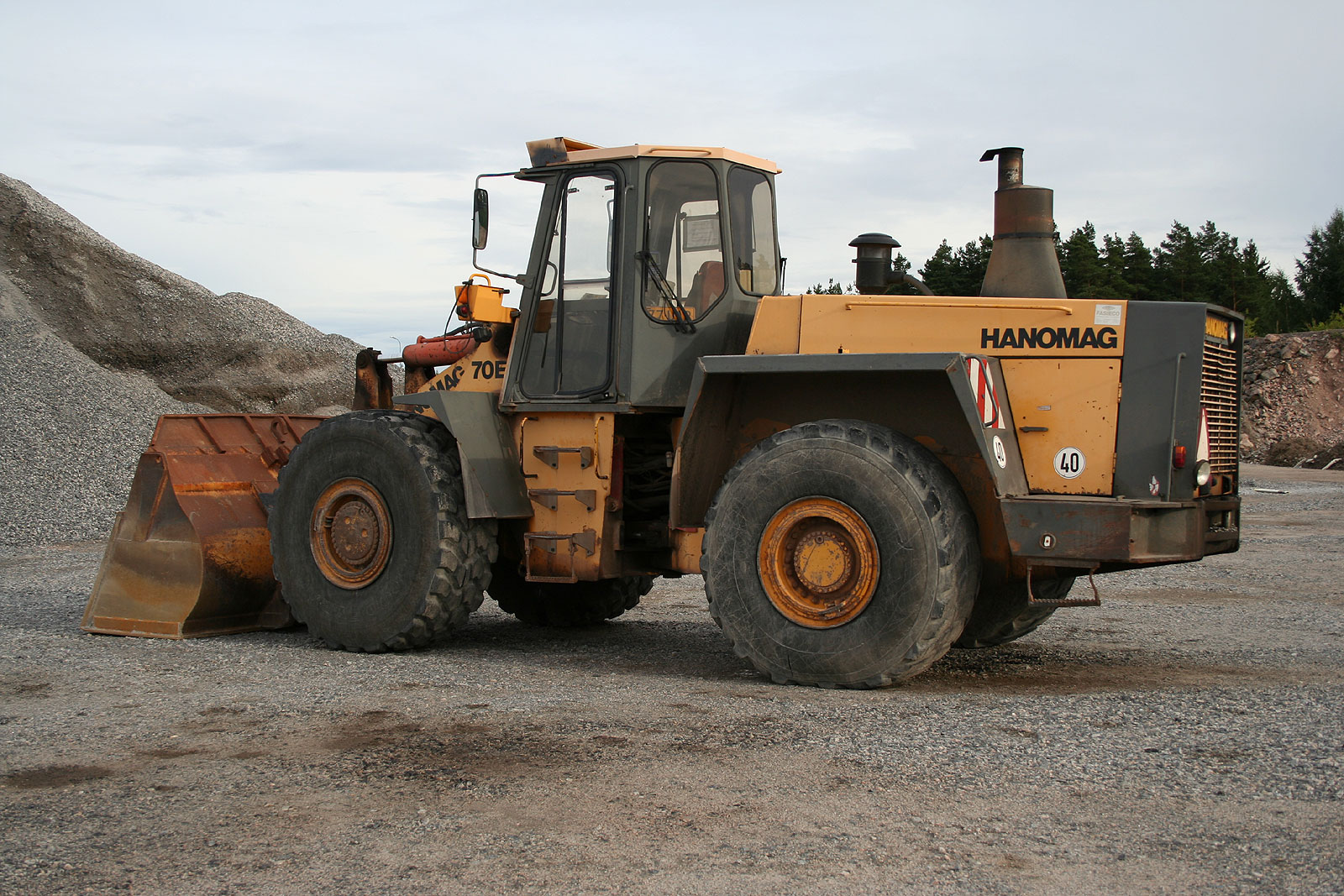
Încărcător cu cupă Hanomag

Un încărcător este o mașină care efectuază operațiile de preluare a materialelor vărsate sau ambalate, ridicarea lor și transportarea pe distanțe scurte pentru a fi încărcate în mijloace de transport. Ele pot efectua și operații de descărcare a materialelor din mijloacele de transport.

## Clasificare
După modul de lucru, distingem încărcătoare cu acțiune continuă și încărcătoare cu acțiune ciclică.

### Încărcătoare cu acțiune continuă
Execută preluarea materialului transportul și descărcarea lui în mijlocul de transport fără întreruperi și într-un singur sens.

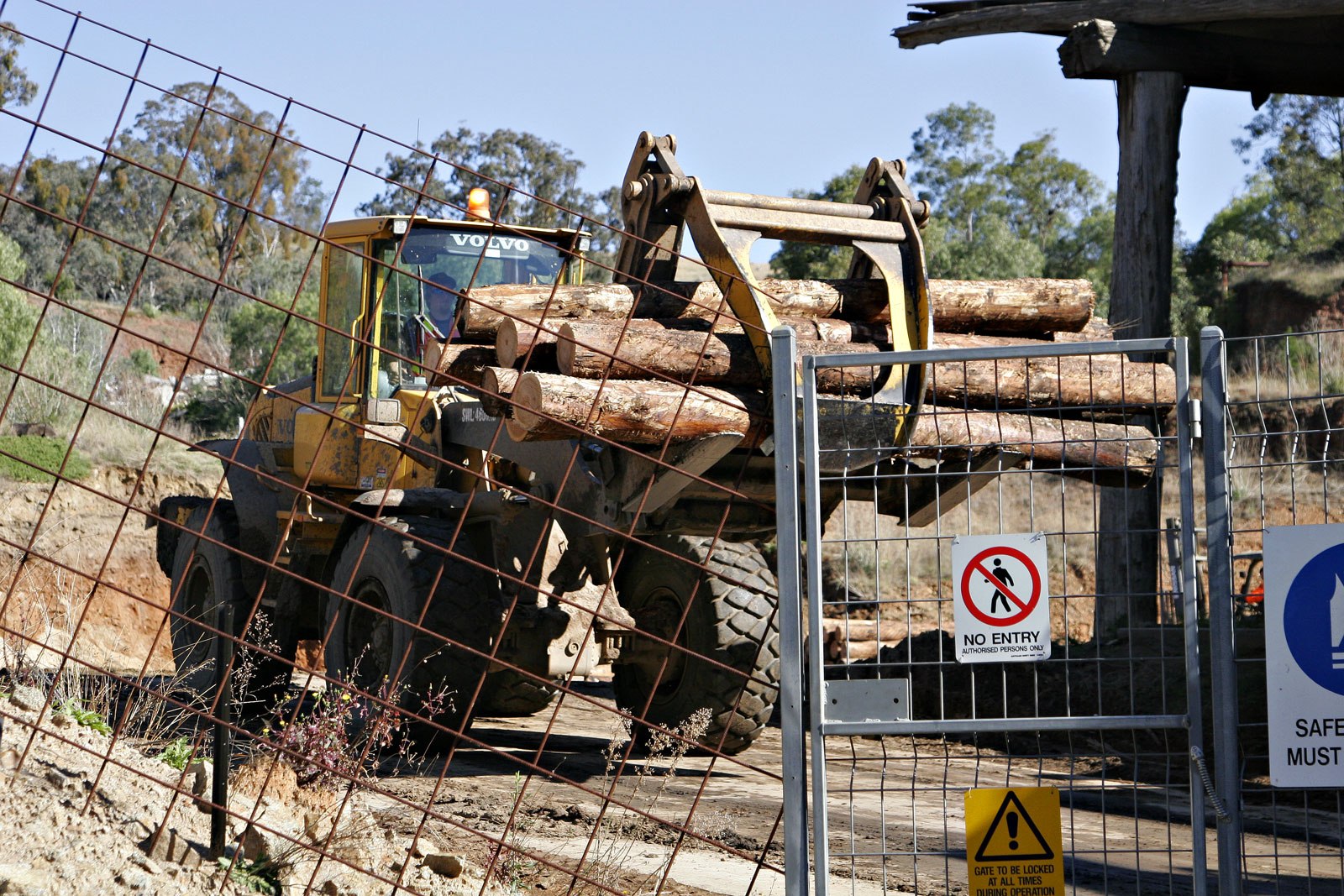
Încărcător specializat pentru buşteni

Încărcătorul cu acțiune continuă poate fi:
- - Încărcător continuu cu bandă
  - Încărcător continuu cu cupe.

### Încărcătoare cu acțiune ciclică
Efectuează încărcarea intercalată cu operații de deplasare, revenire, manevre suplimentare în funcție de condițiile de lucru.
În această categorie există:
- - Încărcător cu cupă
  - Încărcător cu furcă.